# Libysche Beachhandball-Nationalmannschaft der Männer
Die libysche Beachhandball-Nationalmannschaft der Männer repräsentiert den libyschen Handball-Verband als Auswahlmannschaft auf internationaler Ebene bei Länderspielen im Beachhandball gegen Mannschaften anderer nationaler Verbände.
Eine als Unterbau fungierende Nationalmannschaft der Junioren ist bislang ebenso wenig wie die Libysche Beachhandball-Nationalmannschaft der Frauen als weibliches Pendant aufgestellt worden.

## Geschichte
Nach Togo und Ägypten war Libyen das dritte Land Afrikas, das eine Beachhandball-Nationalmannschaft aufstellte. Während Togo nach der einmaligen Teilnahme an den World Games 2001 bis zu den African Beach Games 2019 nicht mehr in Erscheinung trat, wurde Ägypten 2004 erster Beachhandball-Weltmeister und hielt sich über ein Jahrzehnt in der erweiterten Weltspitze. Nachdem zudem weitere arabische Länder wie Bahrein und der Oman recht erfolgreich an internationalen Turnieren teilgenommen hatten, wurde die Sportart auch für Länder wie Libyen interessant. Mangels einer afrikanischen Qualifikation – eine Afrikameisterschaft gibt es erst seit 2022 – wurde das Land neben Ägypten als zweite afrikanische Mannschaft zu den Weltmeisterschaften 2008 und 2010 eingeladen. Nachdem beide Turniere weniger erfolgreich verliefen, Libyen wurde 2008 Letzter und 2010 Vorletzter, trat das Land im Beachhandball international bislang nicht wieder in Erscheinung.

## Teilnahmen
| World Games - 2001: nicht eingeladen - 2005: nicht eingeladen - 2009: nicht eingeladen - 2013: nicht qualifiziert - 2017: nicht qualifiziert - 2022: nicht qualifiziert | World Beach Games - 2019: nicht qualifiziert - 2023: nicht qualifiziert African Beach Games - 2019: nicht teilgenommen - 2023: | Weltmeisterschaften - 2001: abgesagt - 2004: nicht qualifiziert - 2006: nicht qualifiziert - 2008: 12. - 2010: 11. - 2012: nicht qualifiziert - 2014: nicht qualifiziert - 2016: nicht qualifiziert - 2018: nicht qualifiziert - 2020: nicht qualifiziert, abgesagt - 2022: nicht qualifiziert |

- WM 2008: Kader derzeit nicht bekannt
- WM 2010: Kader derzeit nicht bekannt